# Zátiší se starou botou
Zátiší se starou botou, katalánsky Natura morta del sabatot, francouzsky Nature morte au vieux soulier, je olejomalba Joana Miróa z roku 1937, z doby, kdy pobýval v Paříži. V současnosti je majetkem Museum of Modern Art v New Yorku, které ho v roce 1969 získalo jako dar od Jamese Thralla Sobyho.

## Historie
Po začátku Španělské občanské války strávil Miró období od července 1936 do roku 1940 mimo Španělsku. Odjel do Paříže a jeho rodina ho následovala v prosinci téhož roku. Zpočátku bydleli v hotelu, později získali malý byt, kde však nebyla možnost umělecky tvořit. Pracoval tedy v mezipatře Galerie Pierre a studoval na Académie de la Grande Chaumière.
Španělská občanská válka ovlivnila i Miróovo dílo. V roce 1936 namaloval obraz Muž a žena před hromadou hnoje, který má ponurou atmosféru. Návrat k realismu následoval v roce 1937, kdy vytvořil Zátiší se starou botou, kde všední motivy mají účinek apokalyptické vize. Pro světovou výstavu v Paříži, v roce 1937, vytvořil monumentální malbu Le faucheur (Žnec) a plakát Aidez l’Espagne s revolučními protifrancovskými motivy. Aidez l’Espagne byl vystaven spolu s Picassovou Guernicou ve Španělském pavilonu.

## Popis
Zátiší s rozměry 81,3 cm × 116,8 cm, které je zařazeno mezi nejvýznamnější obrazy umělce, ukazuje, v zářivých barvách malované předměty každodenní potřeby, umístěné na stole. Vpředu nalevo je jablko, do kterého je zapíchnutá předimenzovaná vidlička, uprostřed je zabalená láhev ginu, doprovázená půlkou černého chleba. Napravo uzavírá popředí obrazu pestrobarevná stará bota. V pozadí je osvětlená stěna. Z obrazu, kterému dominuje černá a tmavě zelená, opticky vystupují objekty v jasných barvách. Věci, které nutně patří k sobě na stůl, vyjadřují pocit chudoby, hněvu, ztráty a opuštění. Miró napsal v dopise obchodníkovi s uměním, Pierru Matissovi, 12. února 1937, že chtěl vytvořit dílo, které by se mohlo srovnávat s Velázquezem.